# Crucifix peint (Guariento di Arpo, Fogg Art Museum)
Le crucifix peint de Guariento di Arpo au Fogg Art Museum est un crucifix monumental peint a tempera et or sur panneau de bois attribué à Guariento di Arpo, datable de  1360 environ  et exposé au  Fogg Art Museum de Cambridge (Massachusetts) aux USA.

## Histoire
Ce crucifix  (parmi les cinq que possède le musée) a été donné par Georges Gray Barnard au Fogg Museum en 1928.

## Description
Le crucifix est conforme aux représentations monumentales du Christ en croix de l'époque, à savoir :
- Le Christ sur la croix est en position dolens (souffrant), le corps tombant, le ventre proéminent sur son perizonium, la tête penchée en avant touchant l'épaule, les côtes saillantes, les plaies sanguinolentes, les pieds superposés.

- le crucifix est à tabelloni (panneaux des flancs du Christ et des extrémités de la croix) qui sont ici trilobés mais vides de scènes figurées, excepté le soppedaneo du bas comprenant encore un Golgotha stylisé dans lequel on aperçoit le crâne d'Adam.

- Le fond d'or est généralisé et la croix de couleur brun bois comme le titulus en haut.